# Ozark State Zephyr
L’Ozark State Zephyr était un train de passagers aérodynamique exploité par la  Chicago, Burlington and Quincy Railroad (CB & Q) et le Alton Railroad (le "Alton"). Ce train circulait de 1936 à 1939 entre  Saint-Louis et Kansas City au Missouri, la région des Ozarks.

## Histoire
L'Ozark State Zephyr, avec la Sam Houston Zephyr, a été rendu possible par le rééquipement du Twin Cities Zephyrs en 1936, qui a libéré les deux ensembles d'équipement d'origine, le # 9901 et # 9902. Le train fait un seul aller-retour par jour, partant de St Louis pour Kansas City le matin et pour y revenir le soir. Ce trajet de 279 km prend 5 heures et demie. Ce nouveau service a été baptisé par Mollie Stark, la fille du gouverneur-élu Lloyd C. Stark, qui a pris le premier train de  Saint-Louis à Kansas City avant son entrée en service commercial.